# الصوالح (سوهاج)
قرية الصوالح هي إحدى القرى التابعة لمركز طهطا بمحافظة سوهاج في جمهورية مصر العربية. حسب إحصاءات سنة 2006، بلغ إجمالي السكان في الصوالح 2642 نسمة، منهم 1463 رجل و1179 امرأة.